# La Maruja
La Maruja é um município da província de La Pampa, na Argentina.